# Kropyvnytsky
Kropyvnytsky (Oekraïens: Кропивницький) is een stad in het midden van Oekraïne en de hoofdstad van de oblast Kirovohrad. Het is tevens het bestuurlijke centrum van de omliggende rayon Kropyvnytsky, echter de stad zelf maakt daar niet deel van uit, omdat de stad gelijk valt met een stadsrayon. De stad heeft 222.695 inwoners (2021). In september 2023 is de stad een partnerschap aan gegaan met de Limburgse stad Venlo en Duitse gemeente Krefeld.

## Geografie
De stad ligt in het centrum van Oekraïne; de rivier de Ingul stroomt er doorheen.

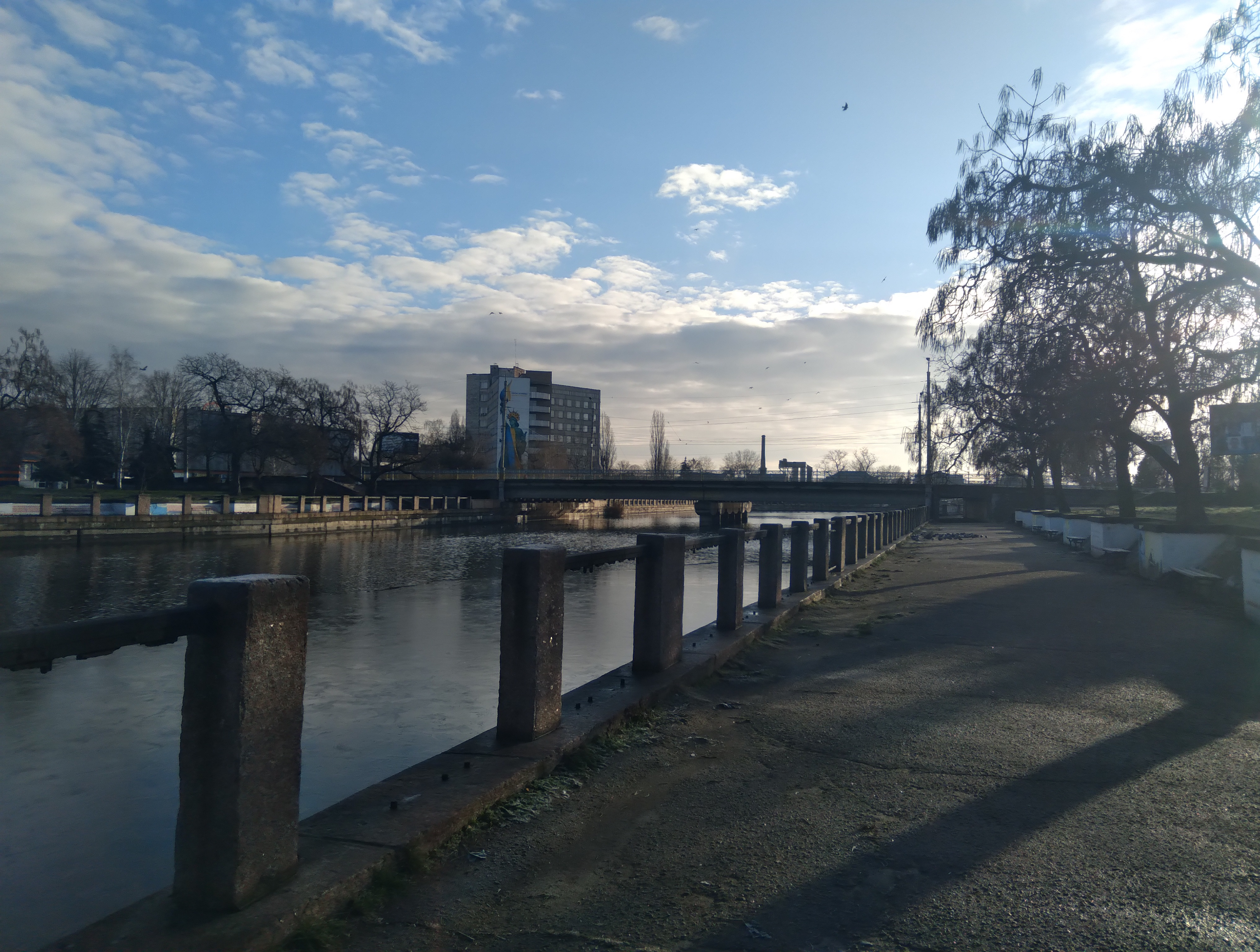
Ingulu-dijk, december 2023

## Geschiedenis
Op het grondgebied van de stad waren er sinds de 17e eeuw nederzettingen van Zaporozje-Kozakken, die later de districten van de stad werden. 

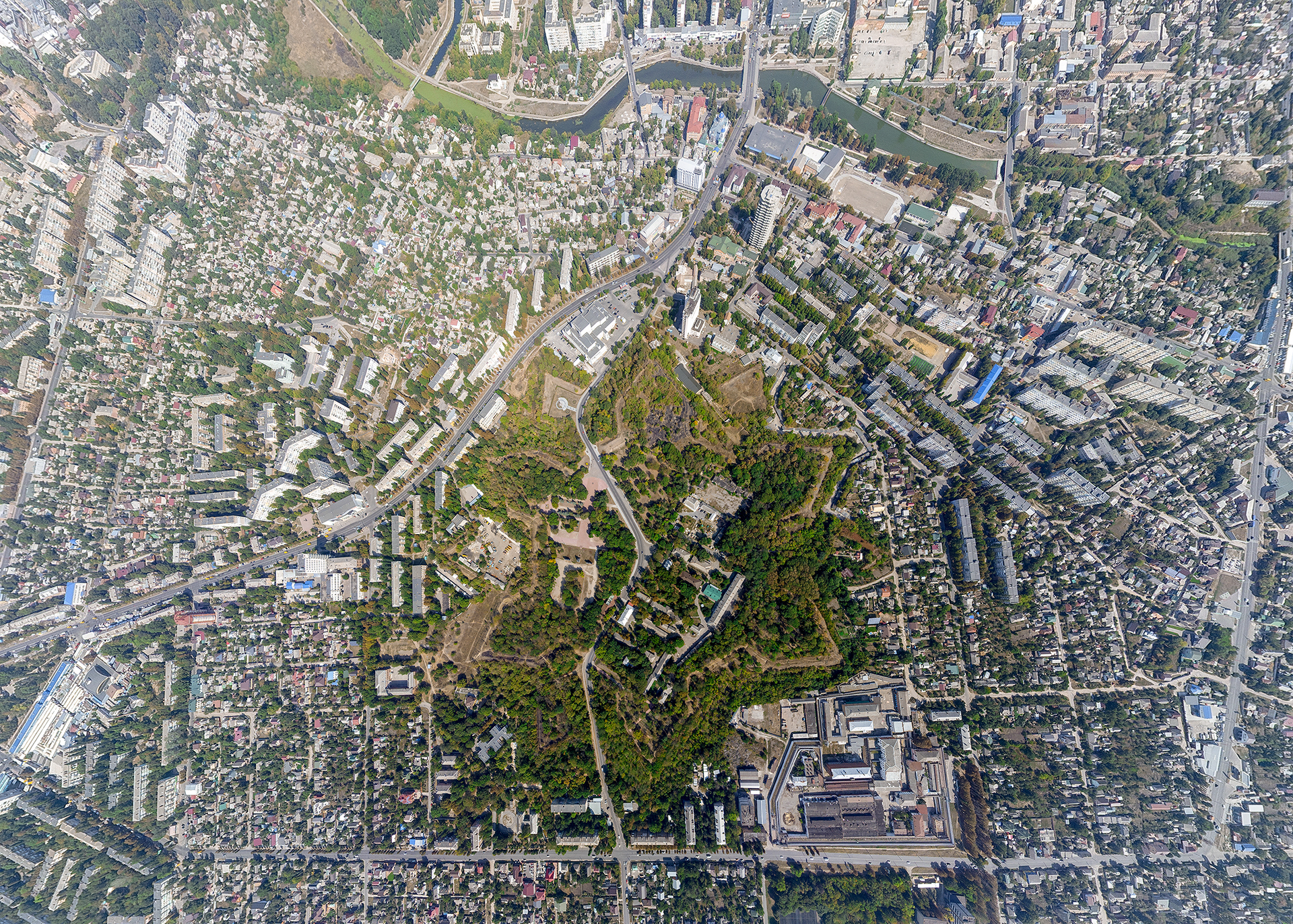
Vogelperspectief van het voormalige fort

De geschiedenis van Kropyvnytstkyj begint met het Fort van St. Elisabeth. Dit fort werd in 1754 gebouwd door de Oekraïense Kozakken om Nieuw-Servië te beschermen, in opdracht van de Russische tsarina Elisabeth I en het speelde een belangrijke rol in de nieuwe gebieden die Rusland toegewezen had gekregen na de Vrede van Belgrado van 1739. In 1764 werd de nederzetting het centrum van het omliggende gebied en in 1784, toen de stad werd hernoemd naar Jelisavetgrad, werd het de belangrijkste stad van het omringende district.
Na de ineenstorting van het Russische rijk en het begin van de Oekraïense Onafhankelijkheidsoorlog (1917–1921) kwam de stad onder de heerschappij van de Oekraïense Volksrepubliek. In 1918–1920 heette de stad Yelysavet. In 1920 veroverden de Sovjet-troepen de stad uiteindelijk bij de derde poging.

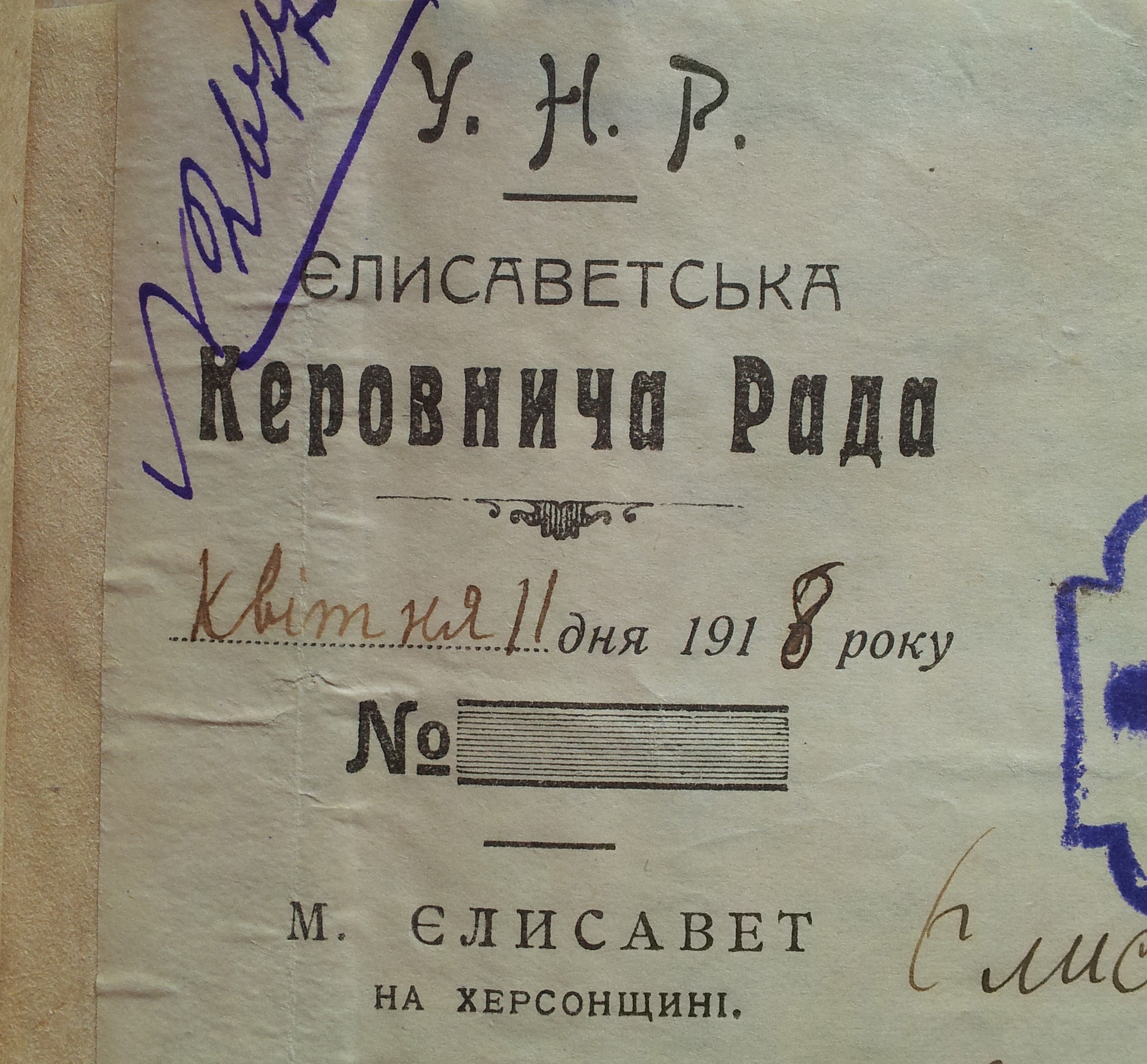
Stempel uit de tijd van de Oekraïense Volksrepubliek, 1918

In 1924 werd de stad hernoemd naar Zinovjevsk, ter ere van Grigori Zinovjev, in 1934 werd de stad hernoemd naar Kirovo, ter ere van Sergej Kirov en in 1939 naar Kirovograd. 
Tijdens de Holodomor en de Grote Zuivering stierven 2.238 stadsbewoners.
In 1941–1944 werd de stad bezet door de nazi's en op 8 januari 1944 bevrijd als onderdeel van de Kirovohrad-operatie. Tijdens de bezetting stierven ruim 50.000 burgers.
Na het begin van de oorlog in Donbas werd in Oekraïne een decommunisatiebeleid ingevoerd, als onderdeel waarvan de stad in 2016 werd hernoemd ter ere van Mark Kropyvnytskyi
Tijdens de grootschalige invasie van Oekraïne begon Kropyvnytskyi te lijden onder Russische raketaanvallen en werd hij een toevluchtsoord voor enkele duizenden vluchtelingen uit het zuidoosten van het land.

## Sport

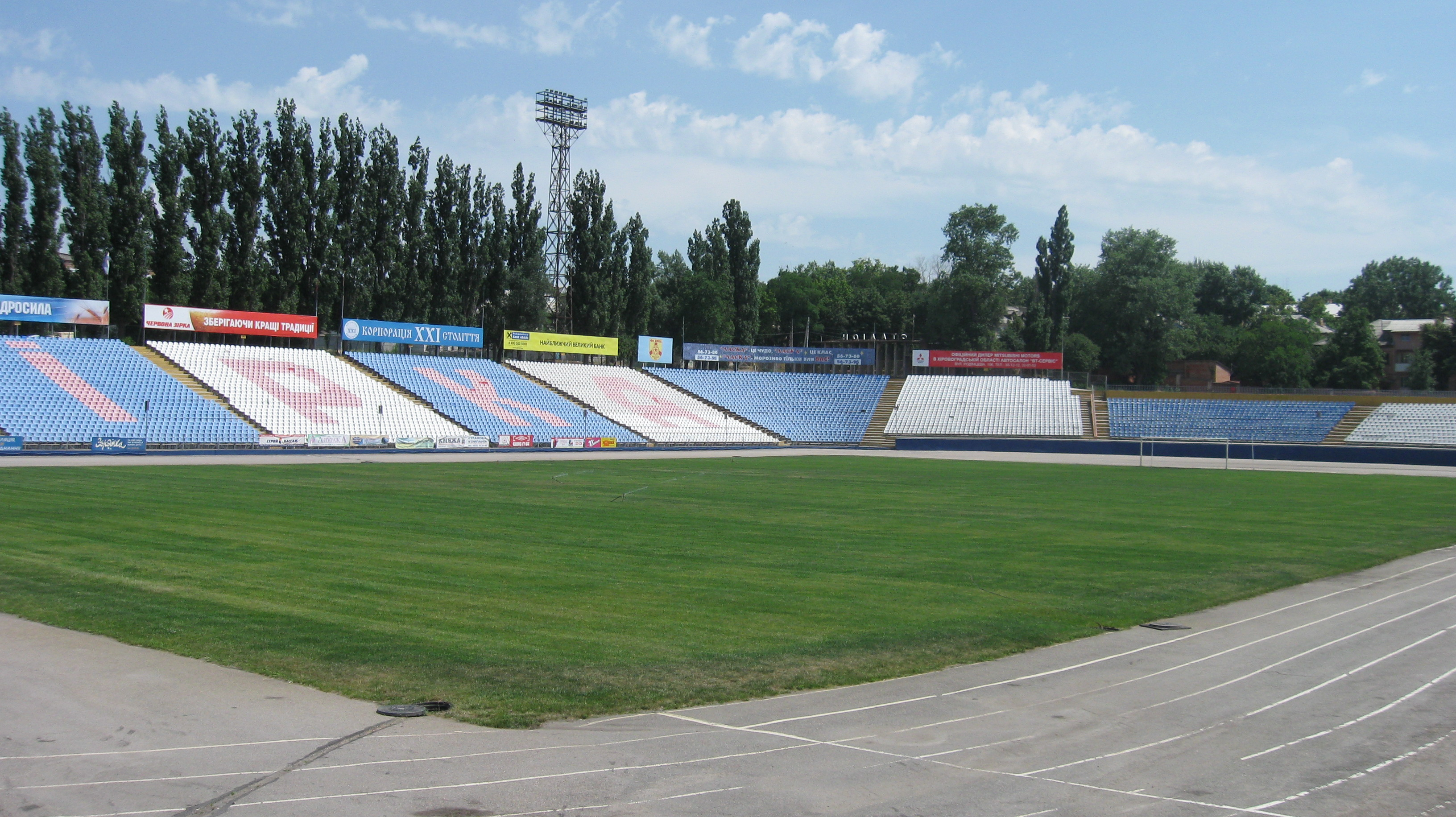
Zirka-Stadion

Zirka Kropyvnytsky is de professionele voetbalclub van Kropyvnytsky en speelt meerdere seizoenen op het hoogste Oekraïense niveau, de Premjer Liha. De club speelt in het Zirka-Stadion.

## Geboren
- Moses Gomberg (1866), scheikundige
- Grigori Zinovjev (1883-1936), Sovjet-Russisch communistisch politicus en marxistisch theoreticus
- Heinrich Neuhaus (1888), pianist en muziekpedagoog
- Valerij Porkoejan (1944), voetballer en voetbaltrainer
- Andrij Hloesjtsjenko (1977), triatleet
- Andrij Pjatov (1984), voetballer
- Jevhen Konopljanka (1989), voetballer
- Viktor Kopijevskyj (1990), voetbalscheidsrechter
- Kyrylo Tsarenko (2000), wielrenner

## Galerij

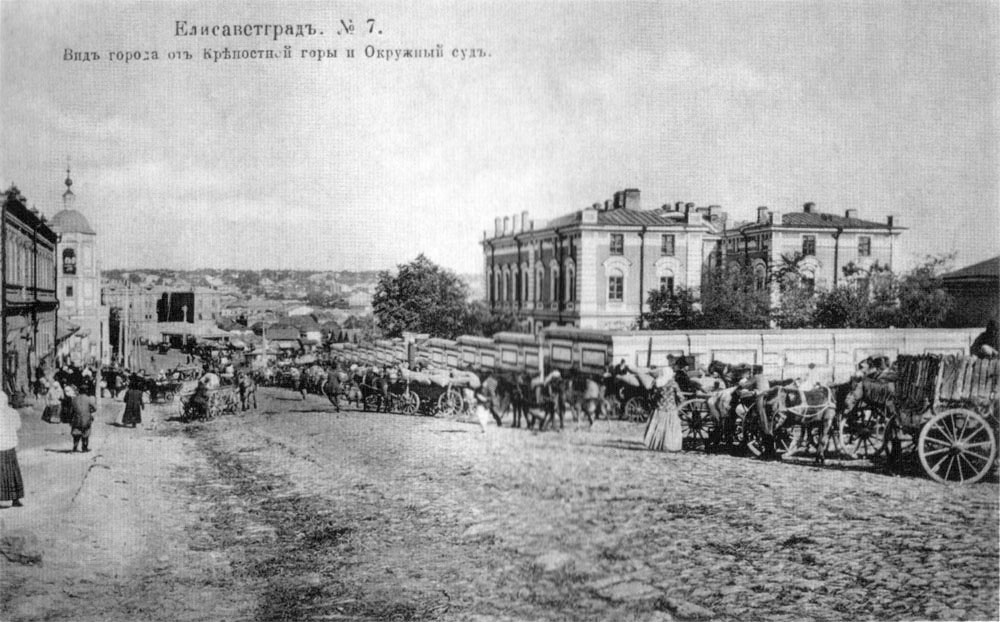
Panorama van de stad, jaren 1910
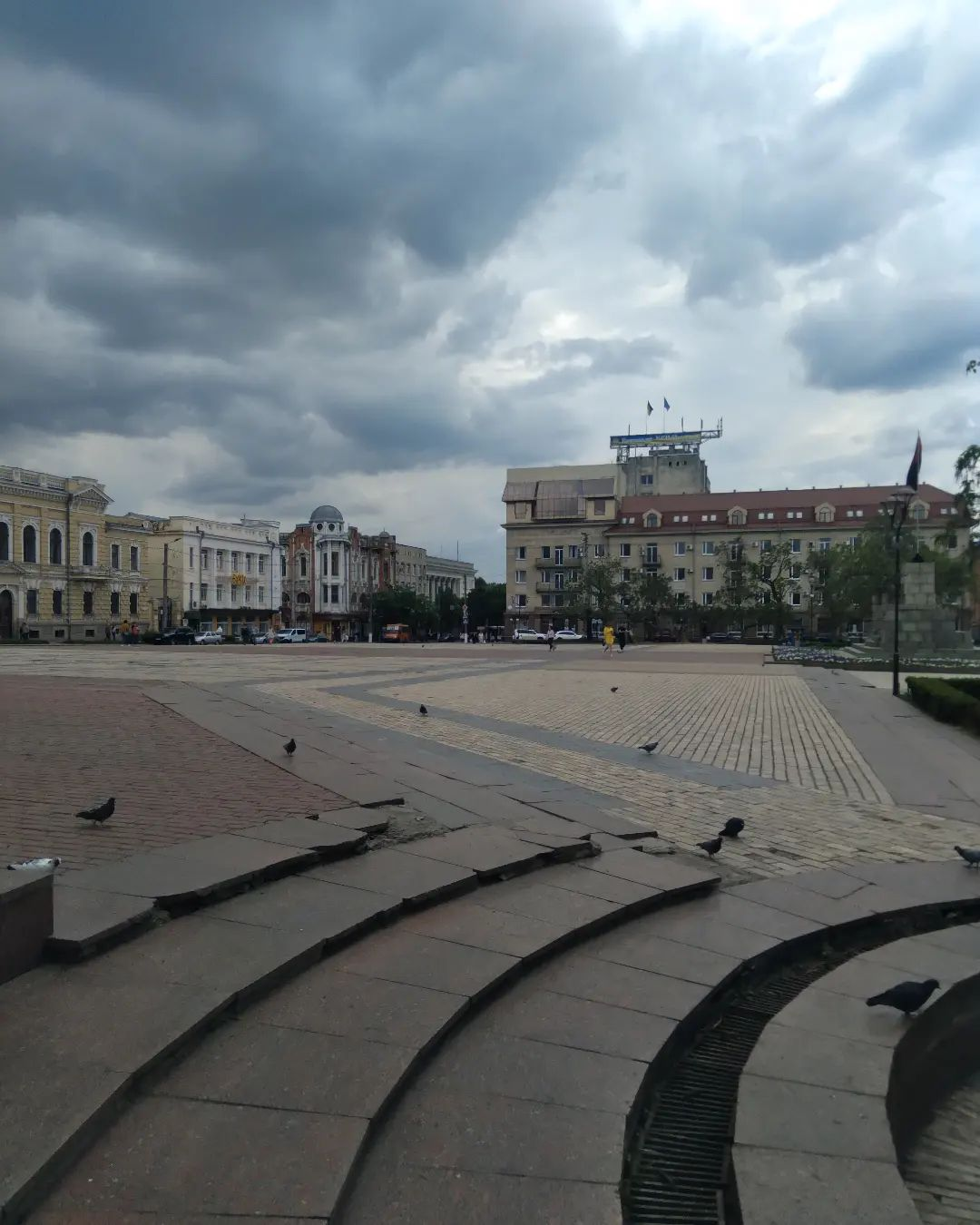
Plein van Helden van de Euromaidan
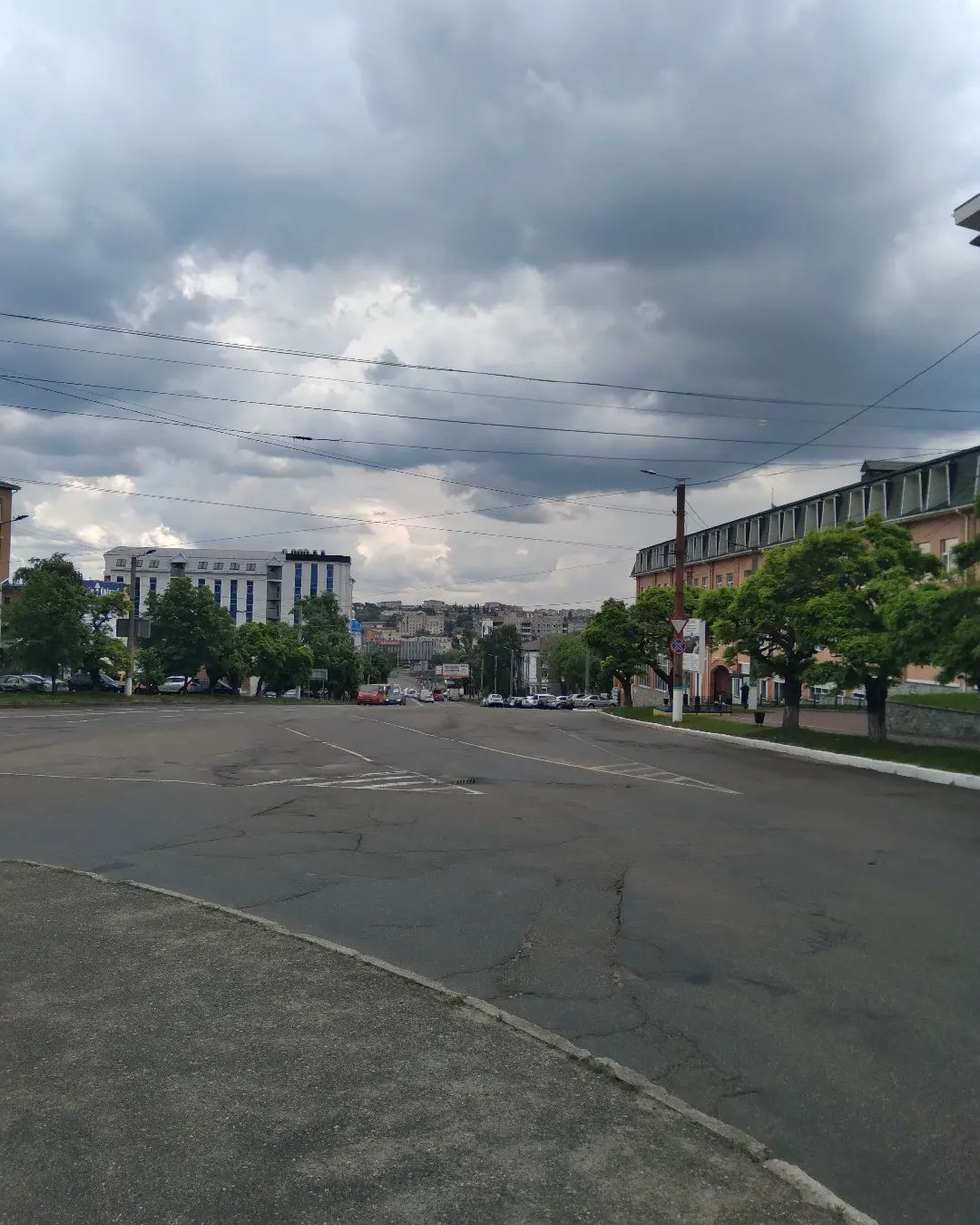
Zicht vanuit het westelijke deel van de stad
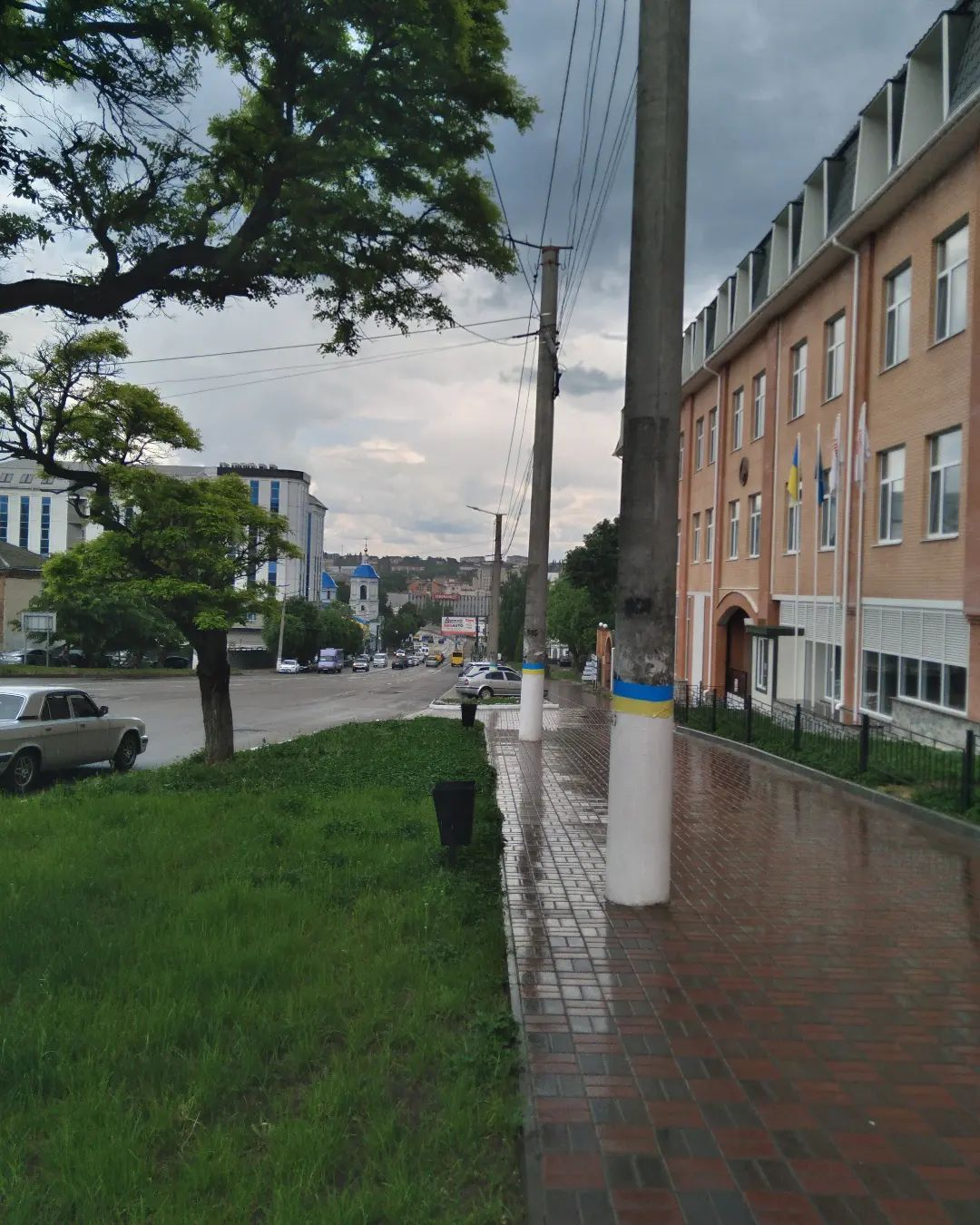
Stadspanorama, 2023
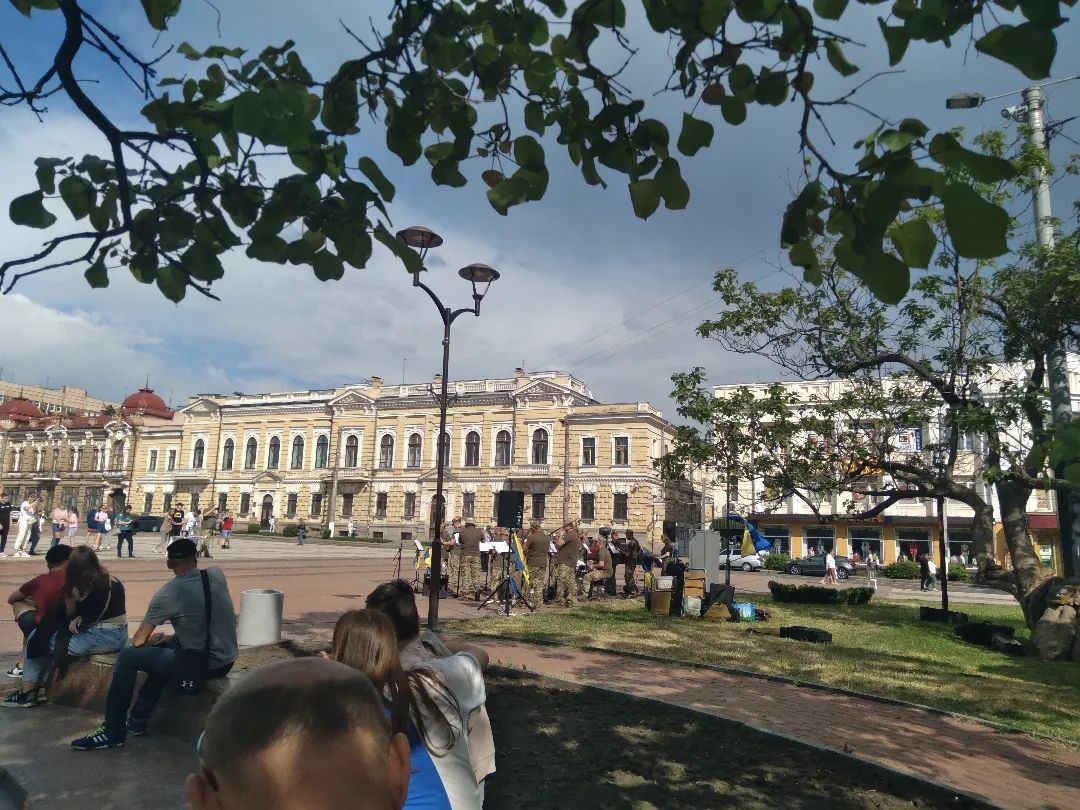
Een militaire band concerteert, 2023
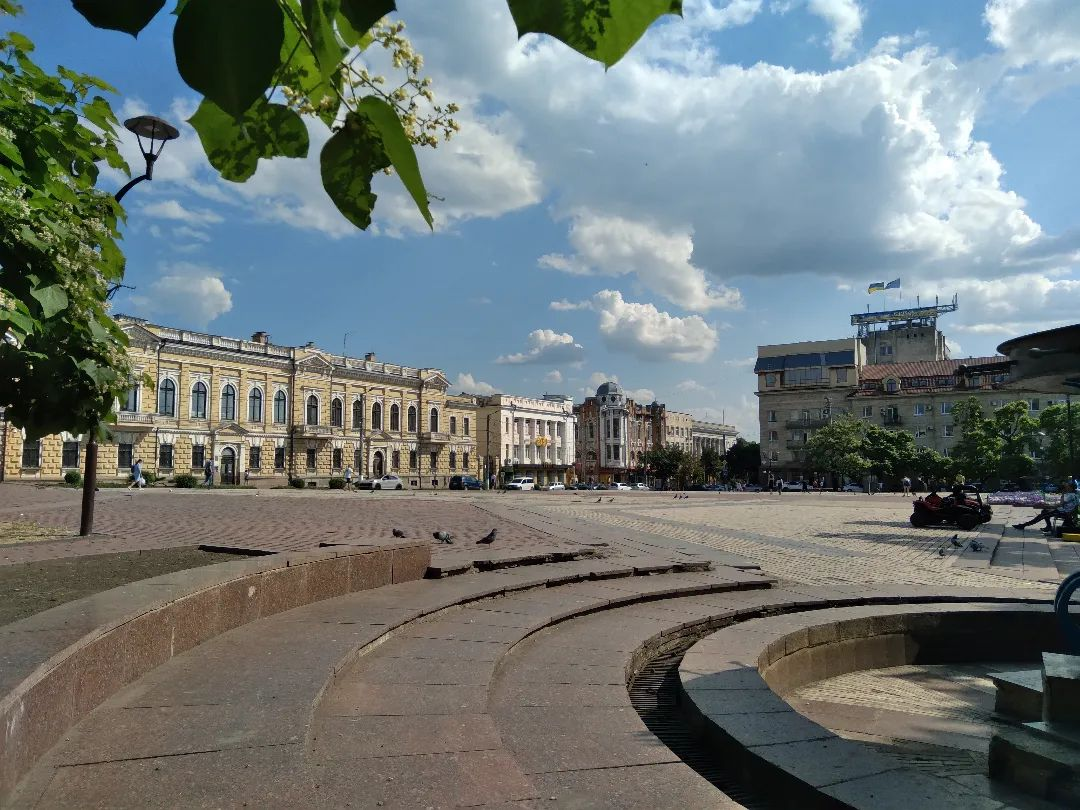
Hoofdplein
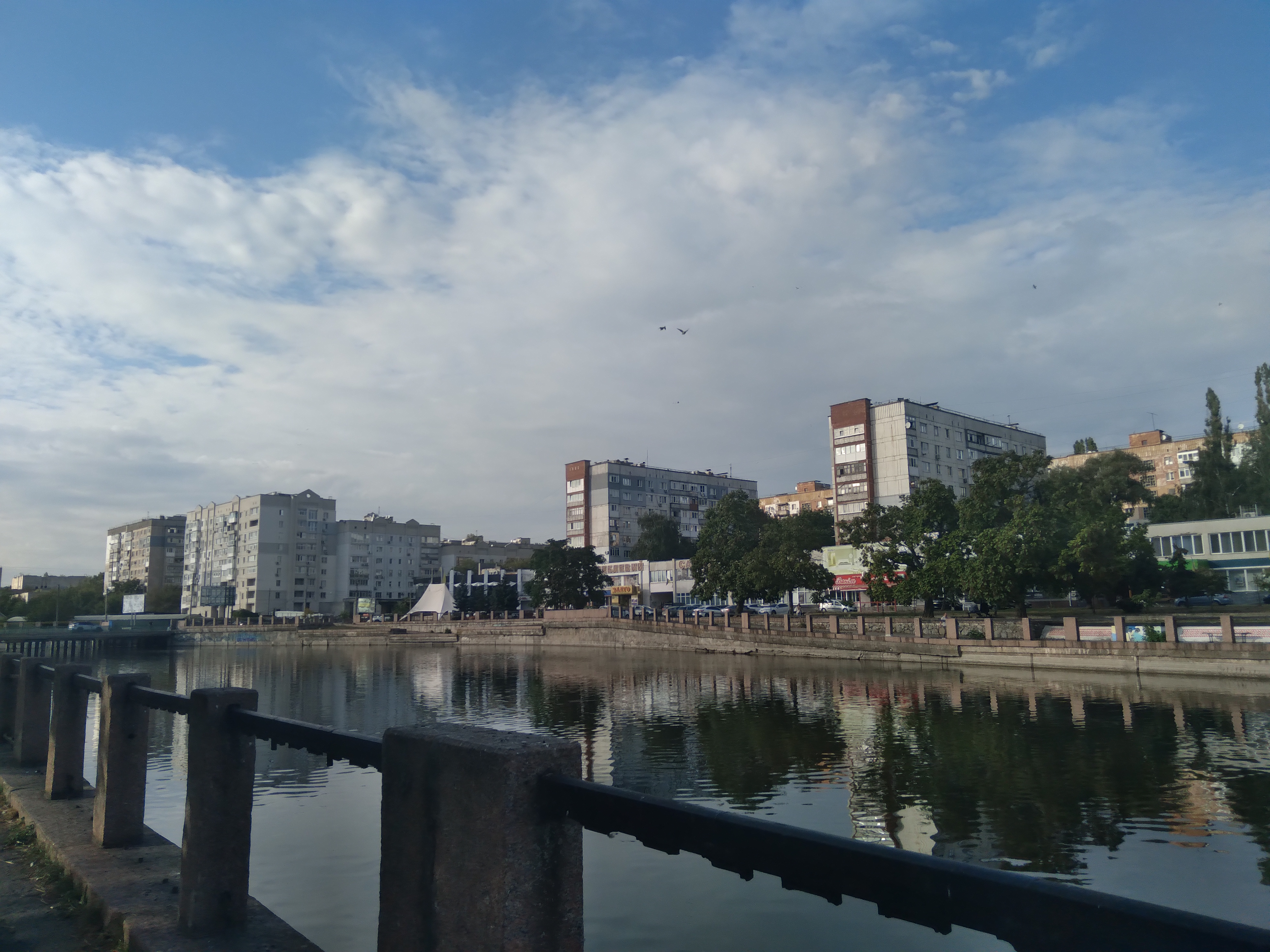
Kade
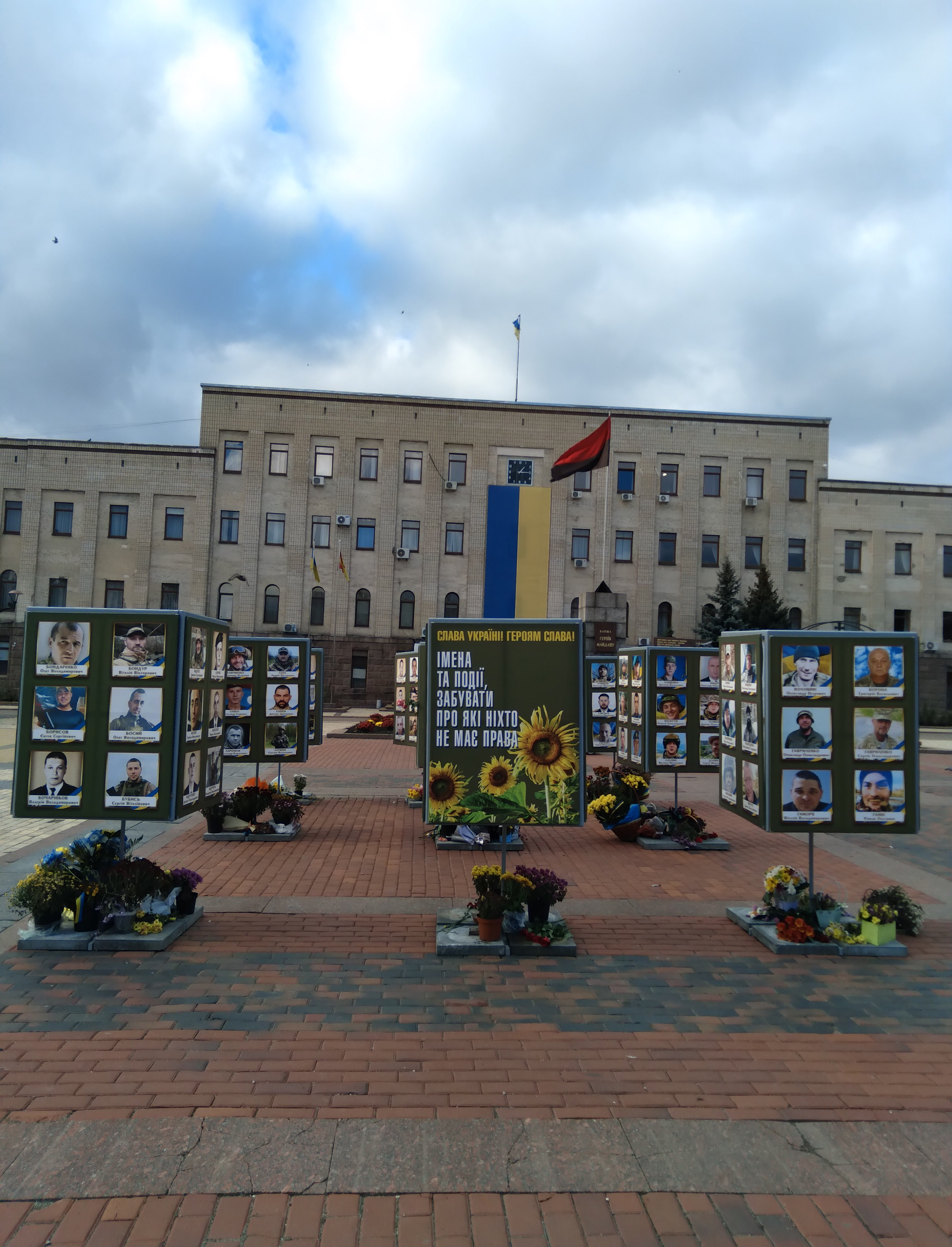
Regionaal staatsbestuur
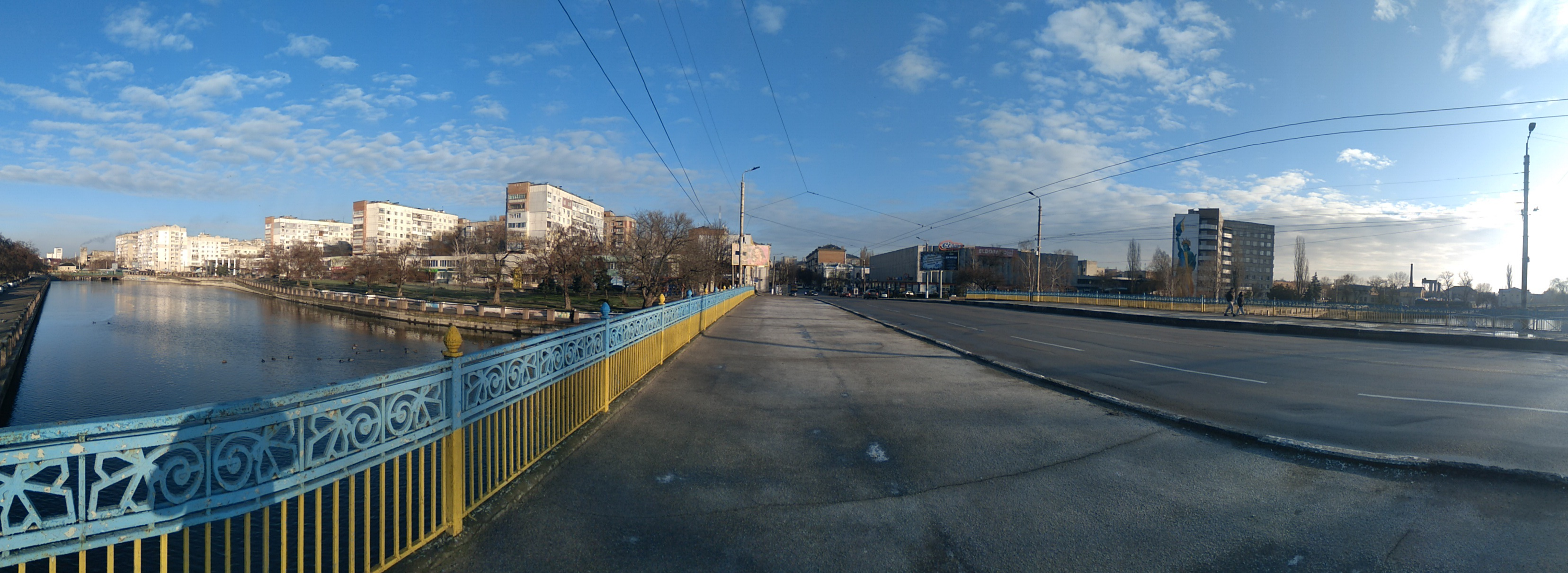
Stadscentrum (panorama)
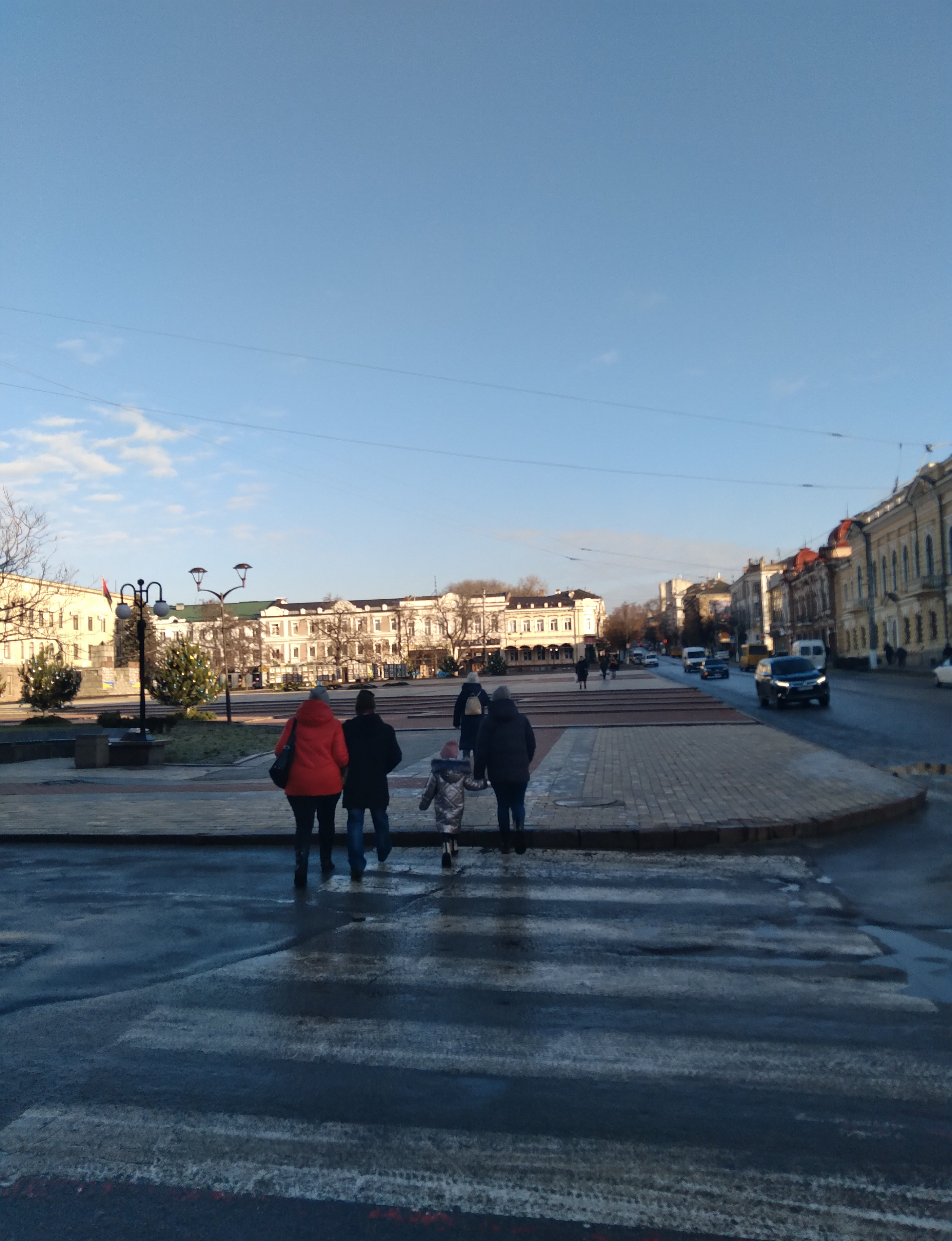
Hoofdplein
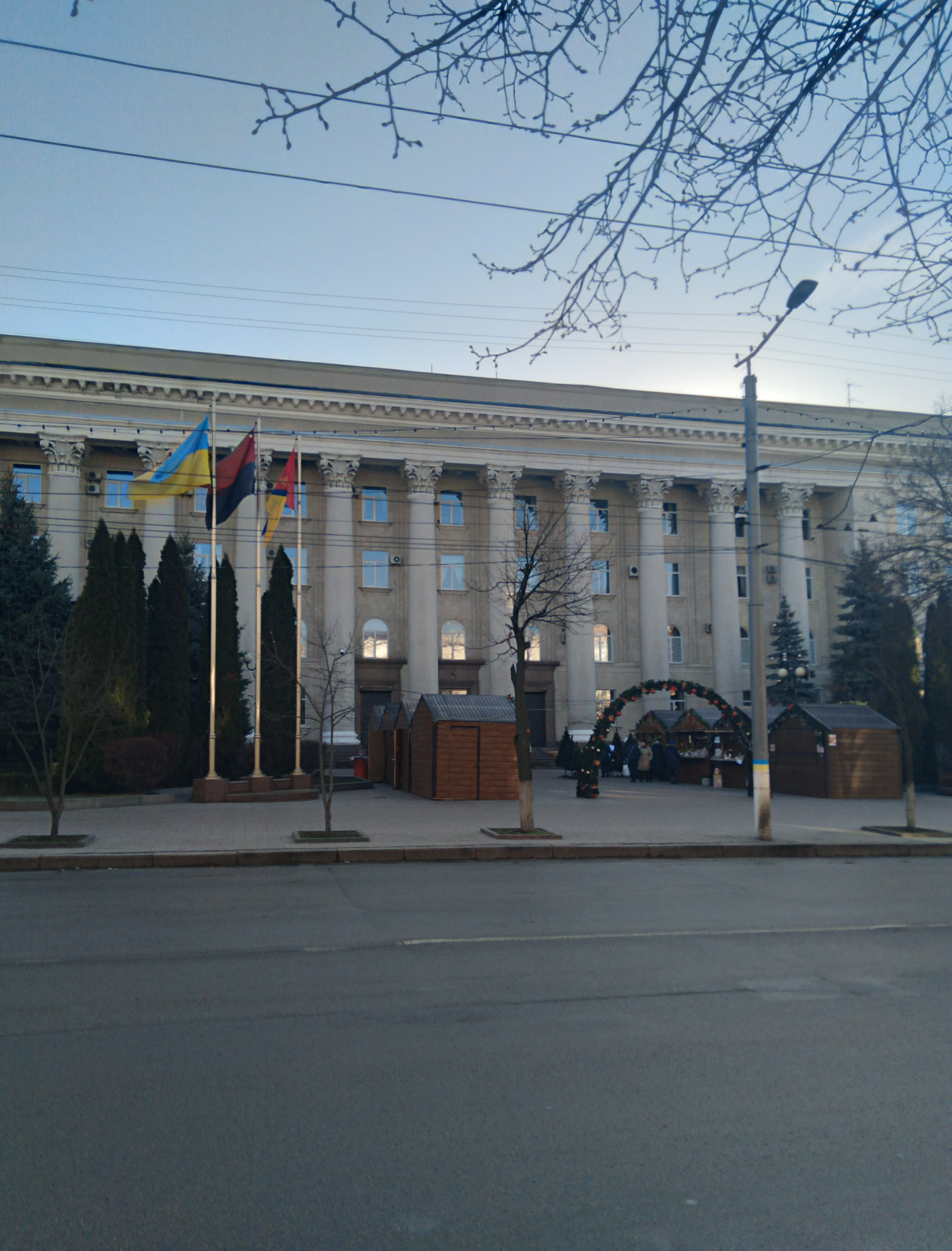
Gemeentehuis
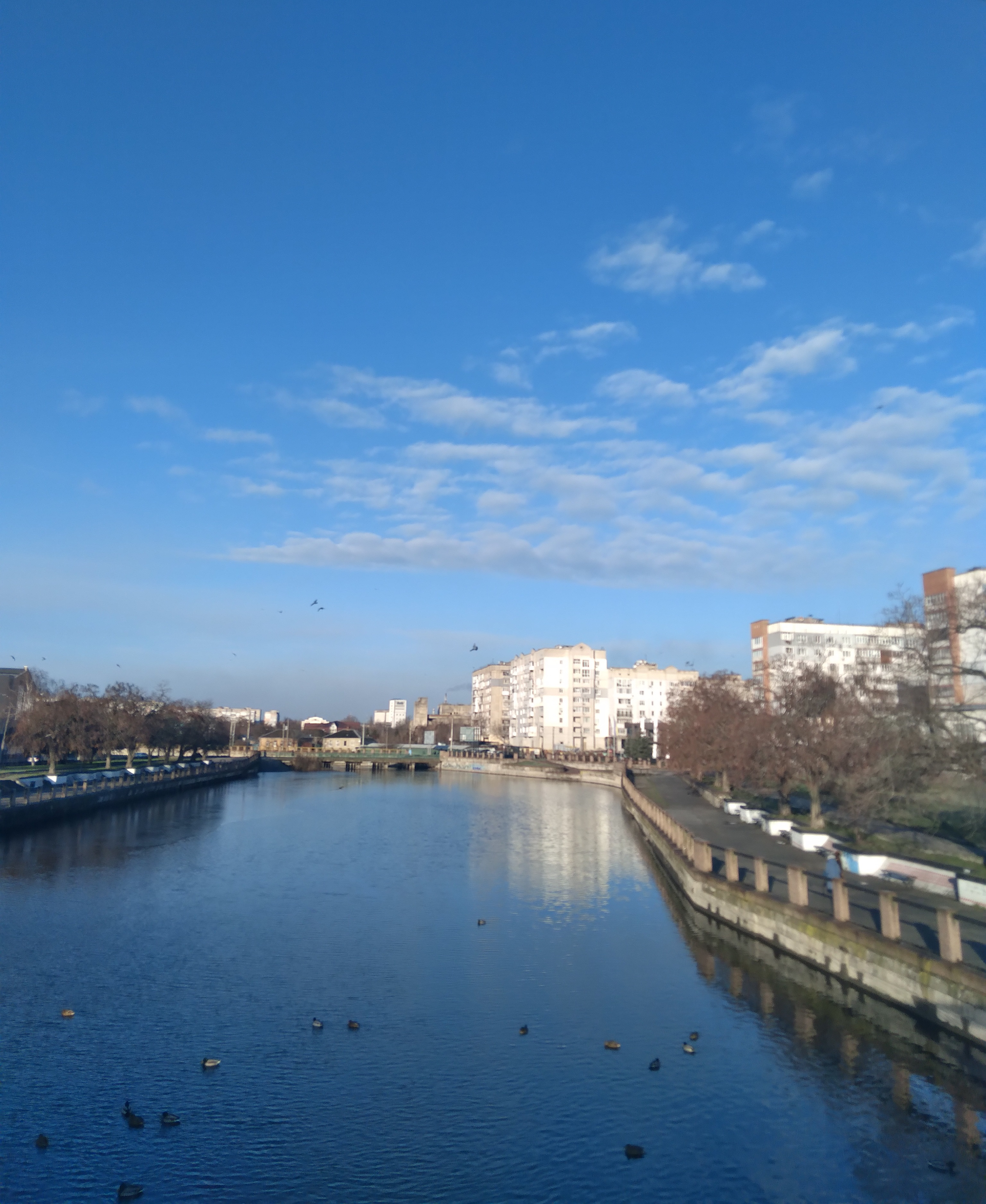
Inhul-rivier
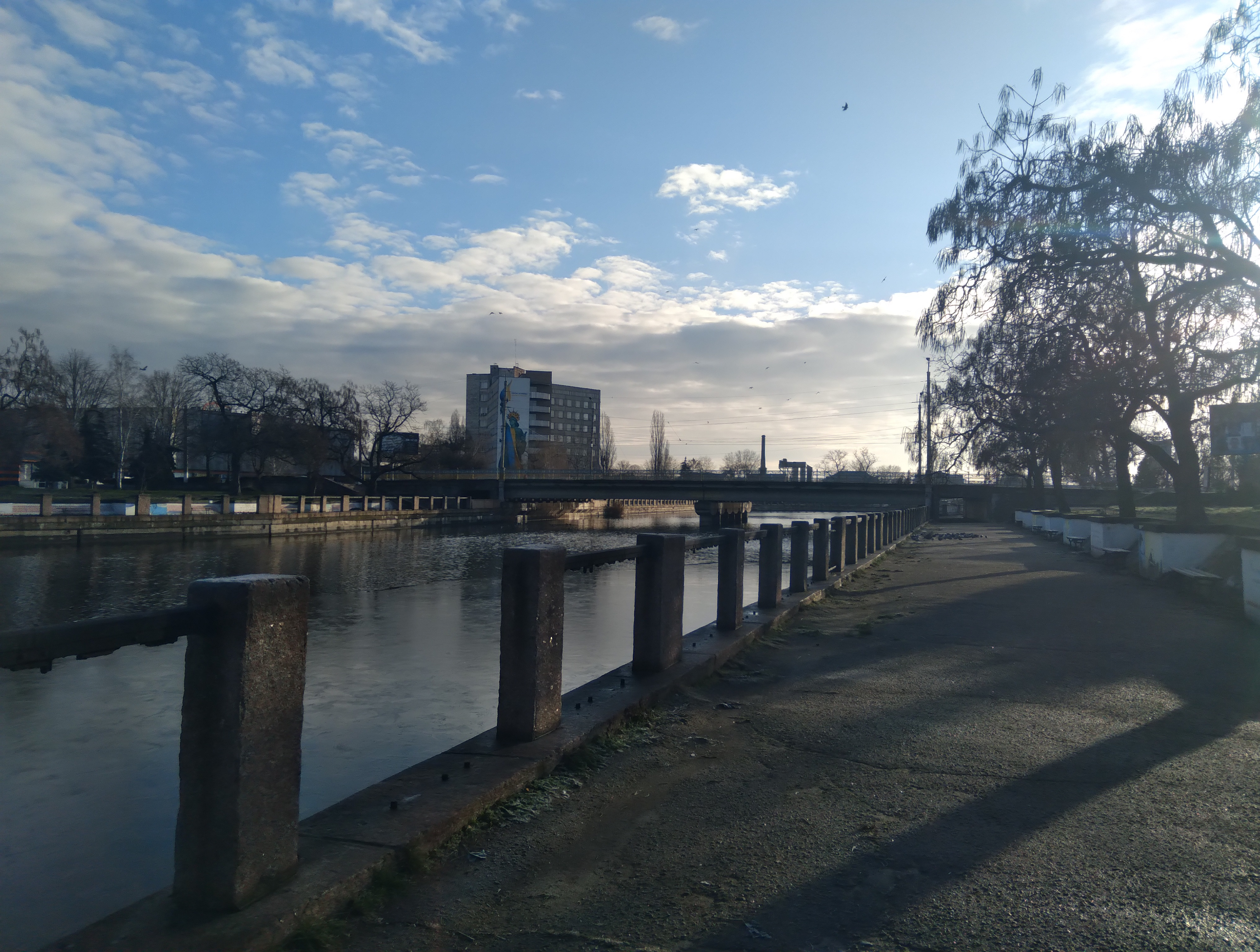
De oever van de rivier